# پرخواران
پرخواران (نام علمی: Adephaga) نام یک زیرراسته از راسته قاب‌بالان است.